# Nigerokonžské jazyky
Nigerokonžská jazyková rodina je jedna z hlavních jazykových rodin světa a zahrnuje většinu jazyků subsaharské Afriky. Její jádro tvoří především tzv. bantuské jazyky, jimiž se mluví na většině jižní části kontinentu. O vzájemných vztazích dalších větví se nicméně vedou spory.

## Charakteristika
Významný pokrok přišel v práci Polyglotta Africana od Koellea, kde se pokusil o pečlivou klasifikaci jazykové skupiny, která v řadě případů odpovídá modernímu seskupení.
Diedrich Hermann Westermann vytvořil vnitřní klasifikaci tehdejších súdánských jazyků. V roce 1911 je ve své práci rozdělil na východní a západní.
Nigerokonžské jazyky bývají spojovány s nilosaharskými jazyky. Edgar Gregersen tyto dvě jazykové rodiny v roce 1972 sjednotil do konžskosaharské jazykové rodiny. Roger Blench zase v roce 1995 navrhl, aby nigerokonžské jazyky patřily pod nilosaharskou jazykovou rodinu, byly by rovnocenné se středosúdánskými jazyky.
Lingvista Joseph Greenberg předpokládal, že některé kordofánské jazyky stojí mimo nigerokonžskou jazykovou rodinu a teprve společně s ní tvoří tzv. rodinu nigerokordofánskou, nicméně od tohoto dělení bylo později opět ustoupeno.
Nejistý je i vztah k nilosaharské jazykové rodině. Někteří lingvisté, kupříkladu Roger Blench, soudí, že nigerokonžské jazyky jsou větví nilosaharské jazykové rodiny, případně že obě skupiny tvoří společnou rodinu konžskosaharských jazyků.

## Dělení
- Atlantské jazyky (např. fulbština – Burkina Faso, Gambie, Mali, Guinea-Bissau, Senegal; wolofština – Gambie, Mauritánie)
- Jazyky volta-kongo
  - Jazyky benue-kongo (nejrozšířenější skupina jazyků – patří sem bantuské jazyky, jimiž se mluví na většině jižní poloviny kontinentu i svahilština, nejrozšířenější nigerokonžský jazyk. Dále sem patří např. jazyky zulština, igboština, rwandština, kirundština, konžština, ňandža, lubština, setswanština, svazijština, xhoština, tsonga)
  - Kruské jazyky (západní Afrika, např. Bété, Nyabwa, Dida)
  - Kvaské jazyky (neboli jazyk kwa – jorubština, ibština, akanština, eveština, ve státech – Ghana, Togo, Benin, Nigérie)
  - Jazyky severní volta-kongo (Adamawa, Udungi, ve státech – Kamerun, Nigérie, Středoafrická republika)
- Dogonské jazyky (mluví se jimi v Mali, např. Tomo Kan, Tene Kan)
- Idžošské jazyky (Ijoid, mluví se jimi v Nigérii, např. Ijo, Defaka)
- Kordofánské jazyky (převážně se jimi mluví na plošině Kordofán v jihozápadním Súdánu, je jich velké množství např. katla, masakin, ale málo mluvčích)
- Mandinské jazyky (Mandejské j., převládají v západní Africe, např. bambarština – Mali, Soninke – Mali, Senegal, Mauritánie)